# Hjärntumör
En  hjärntumör orsakas av icke-normala celler som bildas i hjärnan och är en okontrollerad tillväxt av celler från hjärnkomponenter (primära tumörer) eller från tumörceller i andra områden av kroppen (metastaser).
Det finns två huvud-typer av hjärntumörer: maligna eller cancerösa tumörer och benigna tumörer. Cancertumörer kan delas in i primärtumörer som börjar växa i hjärnan, och de som sprids från andra regioner som hjärnmetastaser. Den här artikeln handlar huvudsakligen om de tumörer som startar i hjärnan. Det finns ett hundratal olika typer av sådana primära hjärntumörer med olika prognos och behandling.
Alla typer av hjärntumörer kan ge symptom, som varierar beroende på vilken del av hjärnan som är drabbad. Dessa inkluderar huvudvärk, epileptiska anfall, synproblem, kräkning, och förändrat medvetandetillstånd. Huvudvärken är klassiskt sett värst på morgonen och slutar i och med kräkning. Mer specifika problem inbegriper svårigheter med gång, tal eller sinnesupplevelser.  I och med att sjukdomen fortskrider kan medvetslöshet uppstå som följdsymptom.

## Symptom
Symptom på hjärntumör kan variera beroende på var i hjärnan tumören finns. Ett ökat tryck i hjärnan är relativt vanligt, vilket kan leda till huvudvärk, illamående, kräkningar och dålig balans. Dessa besvär är dock långt mycket vanligare än hjärntumörer och har nästan alltid andra orsaker. Hjärntumörer kan också debutera genom neurologiska bortfall, som till exempel motoriska förändringar eller synförändringar. Även epilepsianfall hos tidigare icke-epileptiker kan vara ett symptom på hjärntumör. Personlighetsförändringar är ytterligare ett symtom som ofta omgivningen märker av före den drabbade själv.

## Orsak och diagnos
I de flesta fall är orsaken okänd.  Riskfaktorer som ibland är involverade är bland annat ett antal olika genetiska syndrom såsom neurofibromatos såväl som påverkan av den kemiska substansen vinylklorid, Epstein-Barr virus, och joniserande strålning. Oro har väckts kring mobiltelefonanvändning, men stödet för denna oro är oklart. De vanligaste typerna av primärtumörer hos vuxna är: meningiom och astrocytom som glioblastom.  Hos barn är den vanligaste typen medulloblastom.
En första diagnos ställs vanligen genom medicinsk undersökning i samband med datortomografi eller MR-bildtagningstekniker. Dessutom krävs en biopsi och mikroskopisk undersökning för att fastställa en specifik diagnos med gradering och tumörtyp. Baserat på fynden graderas tumörerna efter en skala i olika svårighetsgrader. Hjärntumörer och tumörer i ryggmärgen klassificeras i enlighet med WHO:s gradering 2021, femte upplagan. 

## Behandling
Behandlingen är beroende av tumörens typ. Ofta opererar man bort tumören i ett första steg. Kirurgin kan vid mera elakartade tumörer följas av strålbehandling kombinerad med cellgiftsbehandling (eller kemoterapi) och vid återfall ibland av cytostatikabehandling. 
En person som drabbats av hjärntumör behöver dessutom ofta behandlas med kortison mot förhöjt tryck i hjärnan och med antiepileptiska medel, så kallad antikonvulsiv-medicinering för dem som drabbas av epileptiska anfall. Dexametason och furosemid kan användas för att minska svullnad kring tumören.
Vissa tumörer växer tillräckligt långsamt, så att allt som behövs är att hålla tumören under uppsikt. Det sker forskning på behandlingar som utnyttjar personens egna immunsystem.

## Prognos
Prognosen för patienten varierar i hög grad med typ av tumör, hur långt den har spridit sig vid diagnostillfället,  patientens ålder och tumörens placering i hjärnan. Medan vissa hjärntumörer kan botas definitivt med kirurgi kan andra vara notoriskt svårbehandlade och livshotande. Glioblastom har vanligen dålig prognos, medan meningiom ofta har goda utfall. Den genomsnittliga femårsöverlevnaden för elakartade hjärntumörer i USA är 33 %. Många hjärntumörspatienter behöver kontroll och uppföljning under en lång tid efter sjukdomsdebuten.

## Epidemiologi
Primära hjärntumörer är en sjukdomsgrupp som uppstår hos cirka 250 000 människor globalt årligen, vilket innebär att hjärntumörer utgör knappt 2 % av alla diagnostiserade cancrar. Hos barn under 15 är hjärntumörer efter akut lymfoblastisk leukemi den vanligaste cancerdiagnosen. 
Hjärntumörer drabbar omkring 1000 svenskar per år. 
I Australien är den genomsnittliga kostnaden av ett hjärntumörfall $1 900 000, vilket är den högre kostnad än någon annan typ av cancer.
Hjärntumörer kan vara benigna (godartade) eller maligna (elakartade). Dessa tumörer graderas ofta enligt den så kallade WHO-skalan i grad 1–4, där grad 4 är mest elakartad. De kan också vara primära eller sekundära. Med primära menas att de ursprungligen uppstått i hjärnan, medan de sekundära tumörerna utgör metastaser till en tumör någon annanstans i kroppen. Metastatiska hjärntumörer är vanligare än primära hjärntumörer, med omkring hälften av metastaserna med ursprung ur lungcancer. Ofta utvecklas hjärntumörer under en lång tid, och vissa former tenderar att återkomma och ibland att bli gradvis mera aggressiva. Elakartade hjärntumörer skiljer sig från många andra cancersjukdomar, genom att de i princip inte sprider sig till andra organsystem.
Tumörer i hjärnan uppstår ofta inte ur nervceller utan ur en annan typ av stödjeceller i nervsystemet som kallas för gliaceller. Sådana tumörer kallas för gliom.
Andra exempel på hjärntumörer är akustikusneurinom och kraniofaryngiom. Meningeom är en extracerebral tumör som växer intrakraniellt och utgår från hjärnhinnorna.

## Forskning

### Tumörceller kommunicerar
Det var upptäckt att tumörcellerna kommunicerar med varandra i ett stort nätverk, utbyter ämnen som är nödvändiga för överlevnad, och kan därmed undvika effekterna av strålning eller kemoterapi. Nätverkskommunikation spelar också en viktig roll för spridningen av sjukdomen. Tumörcellerna är till och med nätverkade med friska nervceller och får direkta signaler från dem – på så sätt kan tumörerna växa snabbare. De mekanismer som undersöks ger inte bara fundamentalt nya förklaringar till den mycket aggressiva tillväxten av denna typ av tumör. De tillhandahåller också tillvägagångssätt för nya terapier - för att stoppa hjärntumörtillväxt och göra befintliga terapier mer effektiva. Störningen och till och med förstörelsen av tumörcellsnätverk håller alltså på att bli en helt ny terapeutisk princip inom onkologi, med de första kliniska prövningarna som bygger på dessa fynd.